# Stazione di Bagnara
La stazione di Bagnara è una stazione ferroviaria posta sulla linea Battipaglia-Reggio Calabria. Serve il centro abitato di Bagnara Calabra.

## Storia
La stazione venne ricostruita in occasione del raddoppio della linea, con l'erezione di un nuovo fabbricato viaggiatori; i lavori furono completati nel 1961.

## Movimento
La stazione è servita da treni regionali di Trenitalia operanti sulle relazioni Paola/Cosenza-Reggio Calabria/Melito di Porto Salvo e Rosarno-Reggio Calabria-Melito di Porto Salvo. È servita inoltre dall'InterCity Notte Reggio Calabria-Torino e vv.

## Servizi
La stazione è classificata da RFI nella categoria "silver".
Le banchine a servizio dei binari sono collegate tra loro tramite un sottopassaggio pedonale.

## Galleria d'immagini

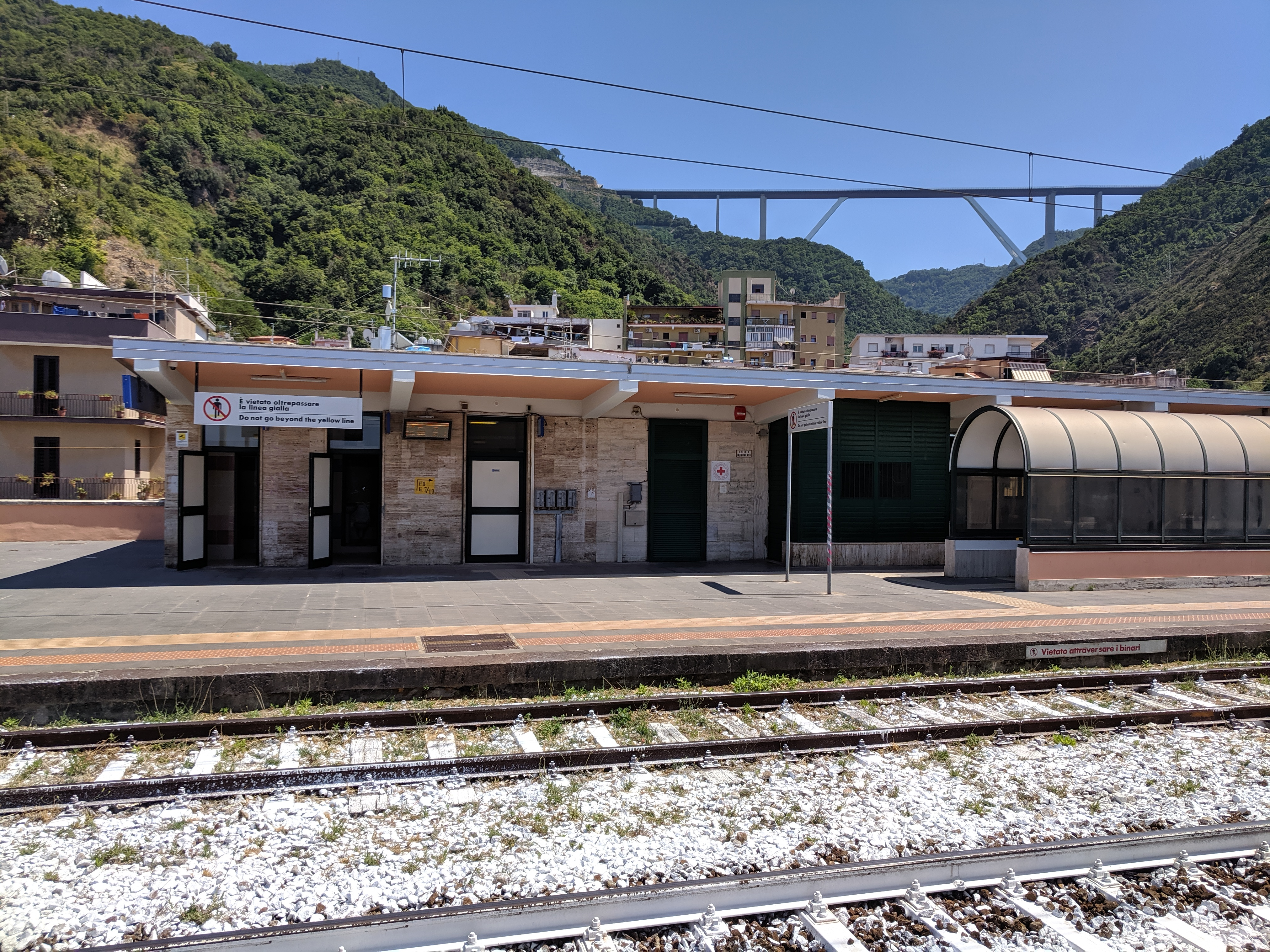
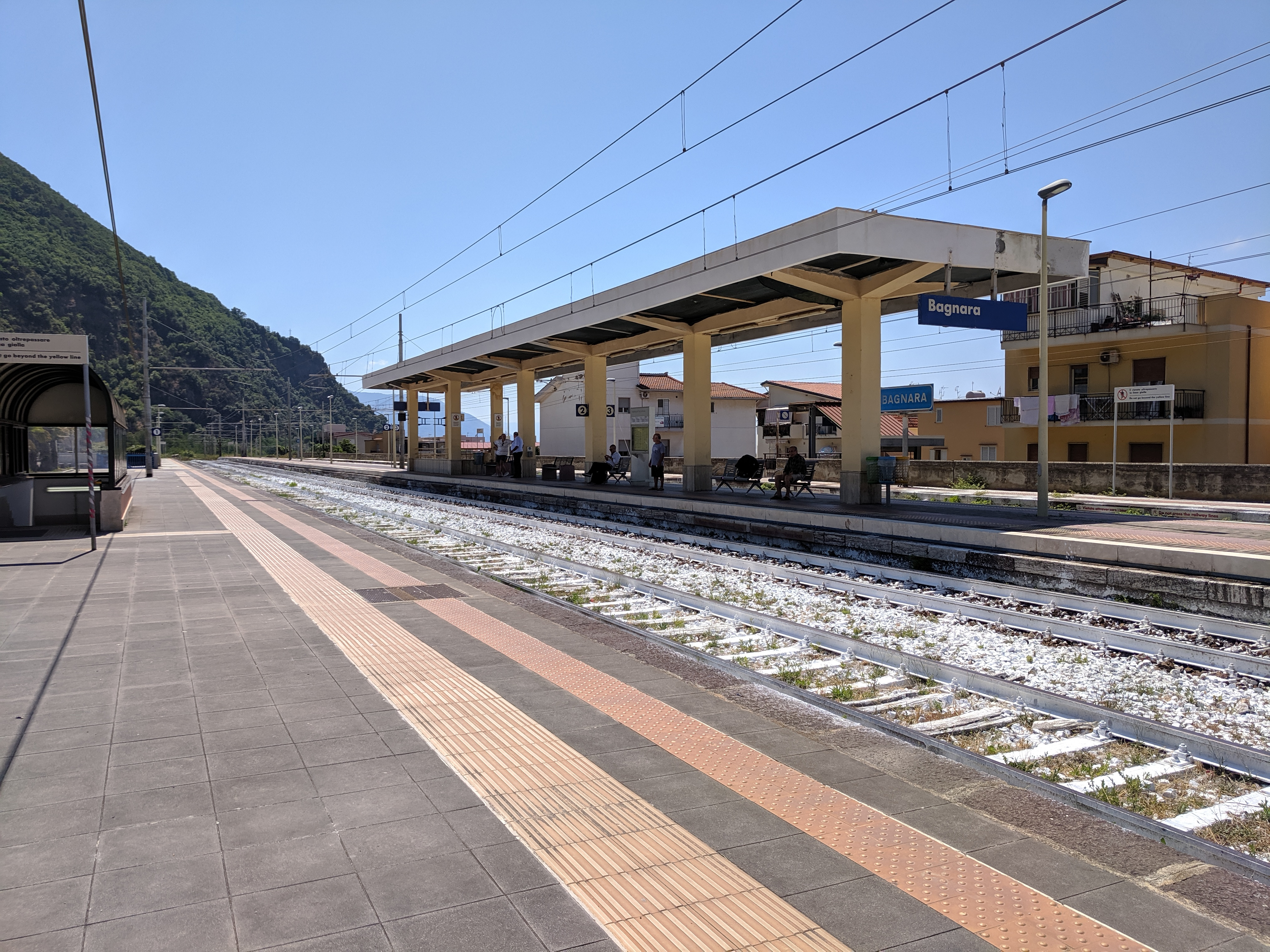
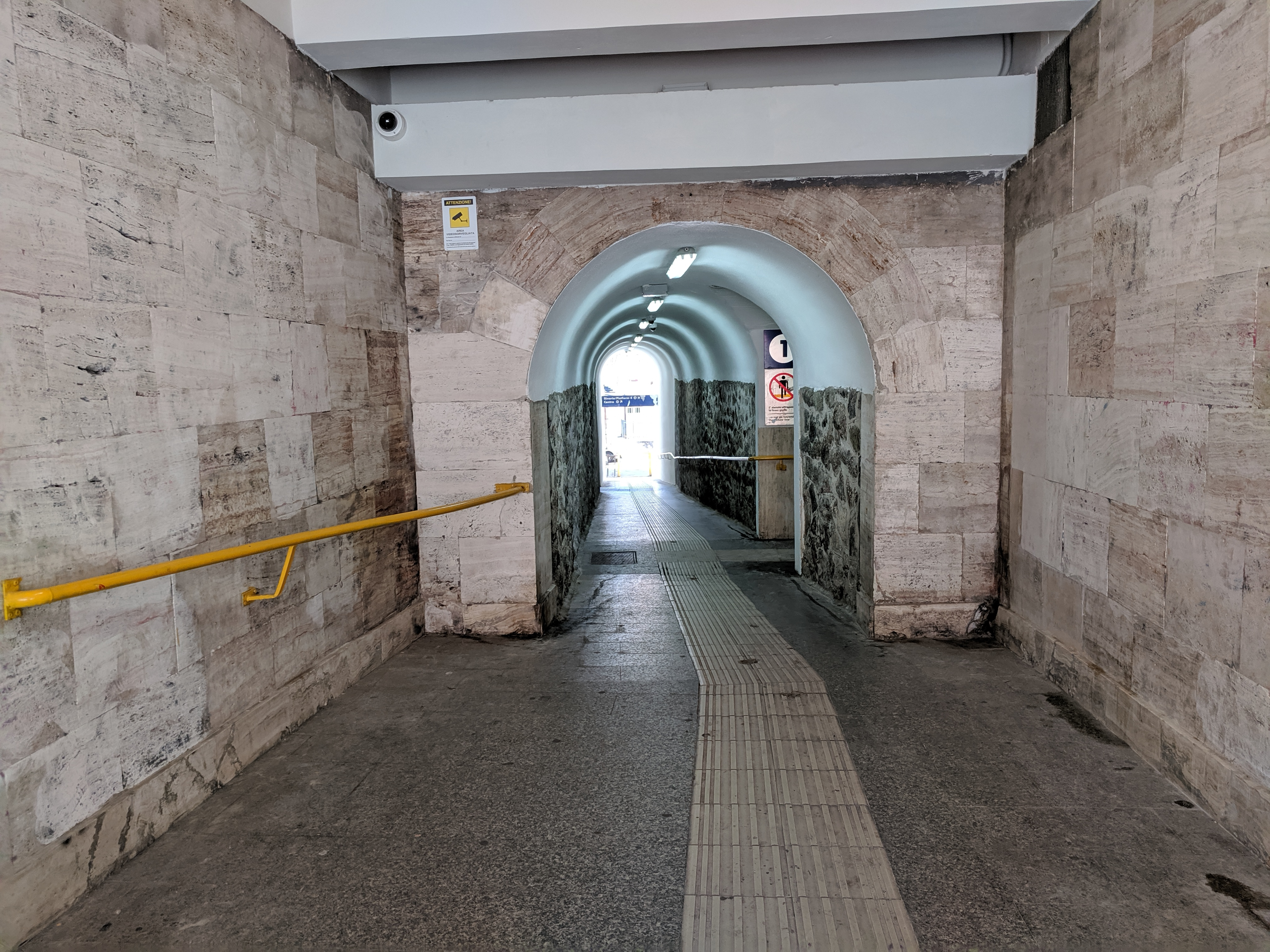